# Campionato africano femminile di pallavolo 2007
Il XIII campionato africano femminile di pallavolo si è svolto dal 5 all'11 settembre 2007 a Nairobi, in Kenya. Al torneo hanno partecipato 10 squadre nazionali africane e la vittoria finale è andata per la sesta volta, la seconda consecutiva, al Kenya.

## Squadre partecipanti
| - Algeria - Botswana - Camerun - Egitto - Kenya | - Ruanda - Senegal - Sudafrica - Tunisia - Uganda |

## Gironi
| Girone A                              | Girone B                                |
| ------------------------------------- | --------------------------------------- |
| Algeria Botswana Camerun Kenya Uganda | Egitto Ruanda Senegal Sudafrica Tunisia |

## Fase finale

### Finali 1º e 3º posto
|  | 1º posto - 4º posto | 1º posto - 4º posto | 1º posto - 4º posto |         |       | 1º/2º posto | 1º/2º posto | 1º/2º posto |  |
|  |                     |                     |                     |         |       |             |             |             |  |
|  | Kenya               | Kenya               | 3                   |         |       |             |             |             |  |
|  | Kenya               | Kenya               | 3                   |         |       |             |             |             |  |
|  | Egitto              | Egitto              | 0                   |         |       |             |             |             |  |
|  | Egitto              | Egitto              | 0                   |         | Kenya | Kenya       | 3           |             |  |
|  |                     |                     |                     |         | Kenya | Kenya       | 3           |             |  |
|  |                     |                     | Algeria             | Algeria | 0     |             |             |             |  |
|  | Algeria             | Algeria             | Algeria             | Algeria | 0     | 3           |             |             |  |
|  | Algeria             | Algeria             |                     |         |       | 3           |             |             |  |
|  | Tunisia             | Tunisia             | 1                   |         |       | 3º/4º posto | 3º/4º posto | 3º/4º posto |  |
|  | Tunisia             | Tunisia             | 1                   |         |       |             |             |             |  |
|  |                     |                     |                     |         |       |             |             |             |  |
|  |                     |                     |                     |         |       | Tunisia     | Tunisia     | 3           |  |
|  |                     |                     |                     |         |       | Tunisia     | Tunisia     | 3           |  |
|  |                     |                     |                     |         |       | Egitto      | Egitto      | 1           |  |

## Classifica finale
| Classifica | Squadre   | Qualificazione       |
| ---------- | --------- | -------------------- |
|            | Kenya     | Coppa del Mondo 2007 |
|            | Algeria   |                      |
|            | Tunisia   |                      |
| 4          | Egitto    |                      |
| 5          | Senegal   |                      |
| 6          | Camerun   |                      |
| 7          | Botswana  |                      |
| 8          | Sudafrica |                      |
| 9          | Uganda    |                      |
| 10         | Ruanda    |                      |